# Neotropius
Neotropius — рід риб з родини Schilbeidae ряду сомоподібних. Має 3 види.

## Опис
Загальна довжина представників цього роду коливається від 15 до 90 см. Голова невеличка. Очі маленькі. Мають 3 пари вусиків. Тулуб стрункий, подовжений. стиснутий з боків. У них спинний плавець з короткою основою і жорстким променем. Жировий плавець невеличкий. Грудні та черевні плавці маленькі. Анальний плавець низький, довгий. Хвостовий плавець великий, сильно розрізаний.
Забарвлення сріблясте або сталевого кольору.

## Спосіб життя
Є пелагічними рибами. Зустрічаються в прісних і солонуватих водоймах, в річках з каламутною водою і повільною течією. Утворюють групи. Активні вдень. Живляться зоопланктоном. Перевагу віддають ракоподібних. Полюють в товщі води.
Відкладають ікру, самець і самиця захищають кладку й піклуються про мальків.

## Розповсюдження
Мешкають у водоймах Індії, Пакистану і Непалу, Бангладеш, М'янми.

## Види
- Neotropius acutirostris
- Neotropius atherinoides
- Neotropius khavalchor

## Тримання в акваріумі
Потрібно ємність від 100 літрів. На дно насипають дрібний пісок темного кольору. 50-60 % площі засаджують рослинністю. Корисно буде мати в акваріумі рослини, що плавають на поверхні. Мирні. Тримають групою від 10 особин. Соми даного роду ніжні, схильні до стресу рибки. Тому сусіди повинні бути спокійні, що не будуть докучати й лякати сомиків. Ідеальні сусіди — пелагічні соми роду криптоптерус, в'юни й невеликого розміру скляні окуні, напіврили. Живляться дрібним живим кормом. Згодом звикають до замінника живого (фарш з морепродуктів дрібної фракції). З технічних засобів знадобиться фільтр середньої потужності для створення помірної течії. Температура тримання повинна становити 20-26 °C.
Якщо продавець довго відловлюють сомиків з акваріума (більше 10 секунд кожну рибку), то від покупки довго краще відмовитися. Під час довгої ловлі сомики отримують сильний стрес, від якого, нерідко, вмирають, так і не приходячи до тями. У кращому випадку хворіють, а лікувати без втрат їх доволі важко.